# Amel Bent

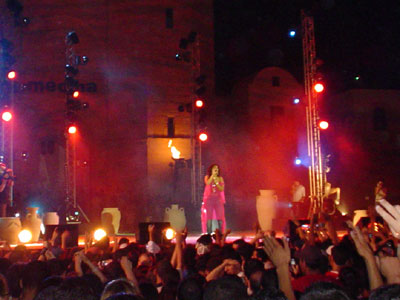
Amel Bent

Amel Bent (Parijs), 21 juni 1985), geboren als Amel Bentbachir, is een Franse zangeres. Haar ouders komen oorspronkelijk uit Algerije en Marokko.
Bent woont in La Courneuve. Als kind wilde ze psycholoog worden. Haar carrière begon in 2004 toen ze de halve finales van de TV serie Nouvelle Star 2 (vergelijkbaar met Idols) haalde. Hoewel ze niet doorging naar de finale, is ze toch opgevallen en aan het einde van het jaar bracht ze haar eerste album uit, Un jour d'été. Mede door de hitsingle Ma philosophie is dit album meer dan 600.000 keer verkocht.

## Discografie

### Albums
- 2005 : Un Jour D'été
- 2007 : A 20 ans
- 2009 : Où je vais
- 2011 : Délit mineur
- 2014 : Instinct
- 2019 : Demain
- 2021 : Vivante

### Singles
- En silence (2014)
- Regarde-nous (2014)
- Sans toi (2013)
- Quand la musique est bonne (2012)
- Ma chance (2012)
- Délit (2012)
- Je reste (2011)
- Le mal de toi (2010)
- Cette idee-la (2010)
- Tu N'Es Plus Là (2008)
- À 20 Ans (2007)
- Nouveaux Français (2007)
- Eye Of The Tiger (2005)
- Le Droit À L'Erreur (2004)
- Ne Retiens Pas Tes Larmes (2004)
- Ma Philosophie (2004)

## Prijzen
- Victoires de la musique : artiest, ontdekking van het publiek 2006
- European Border Breakers Awards : Franse artiest van het jaar 2006